# Alexandru Zotincă
Alexandru Zotincă (Sibiu, 22 gennaio 1977) è un ex calciatore rumeno, di ruolo difensore.

## Palmarès

### Giocatore

#### Club
- Coppa di Romania: 1

Steaua Bucarest: 1998-1999
- Lamar Hunt U.S. Open Cup: 1

K.C. Wizards: 2004